# South Bersted
South Bersted est un village du district d'Arun dans le Sussex de l'Ouest, en Angleterre. Il fait partie de l'agglomération de Bognor Regis et se trouve sur les routes A259 et de l'A29 à un mile (1.6 km) au nord du centre-ville.

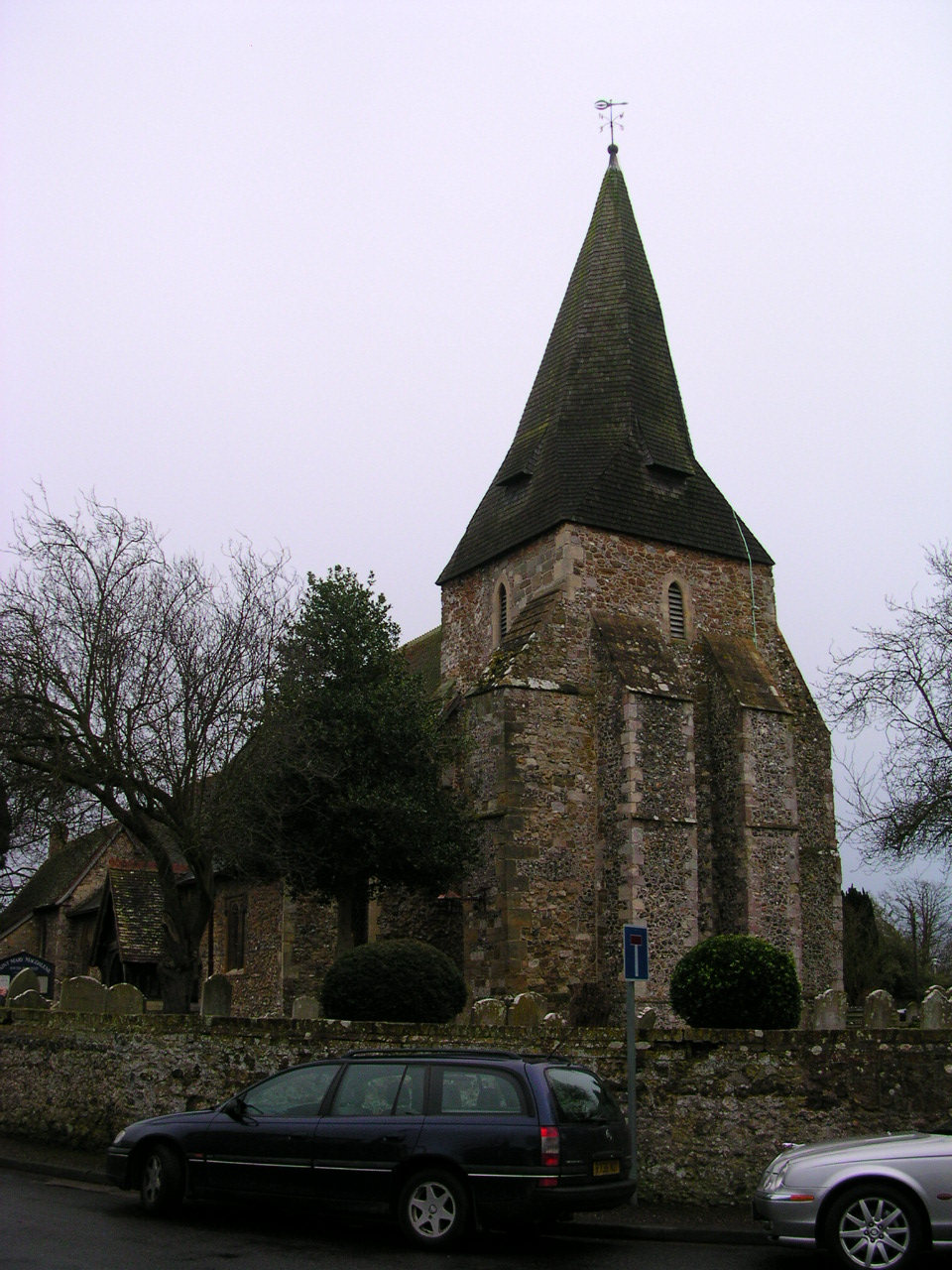
Sainte-Marie-Madeleine

L'église paroissiale anglicane de Sainte Marie-Madeleine date principalement XIIIe siècle, y compris son clocher. Elle n'était à ses débuts qu'une chapelle de la localité voisine de Pagham et elle est devenue une paroisse séparée incluant Bognor en 1465.
L'école primaire de South Bersted a obtenu les médailles de bronze et  d'argent de l'école écologique Éco-school.